# Carate Brianza
Carate Brianza is een gemeente in de Italiaanse provincie Monza e Brianza (regio Lombardije) en telt 17.223 inwoners (31-12-2004). De oppervlakte bedraagt 10,0 km², de bevolkingsdichtheid is 1782 inwoners per km².
De volgende frazioni maken deel uit van de gemeente: Agliate, Costa Lambro.

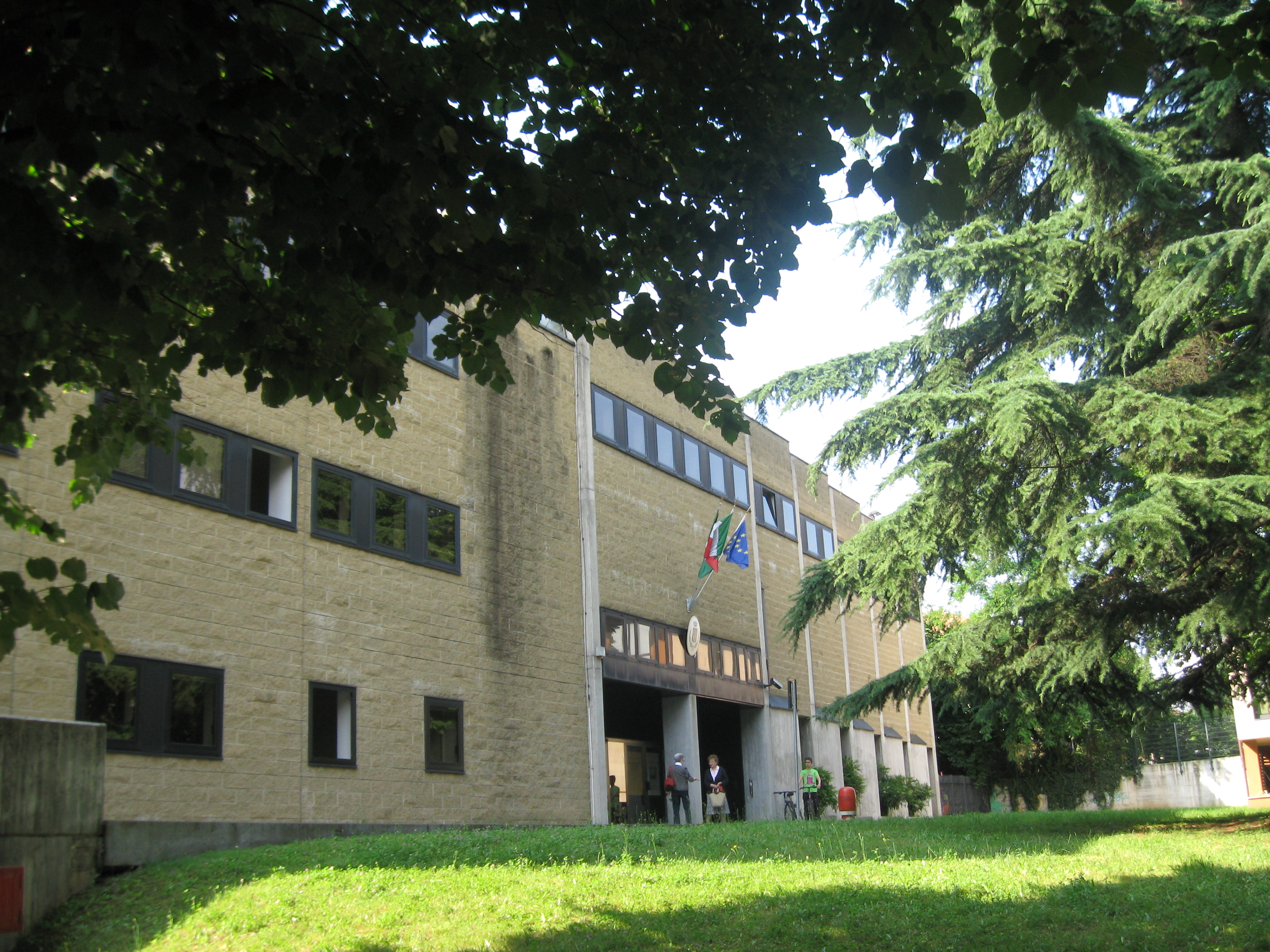
Gemeentehuis
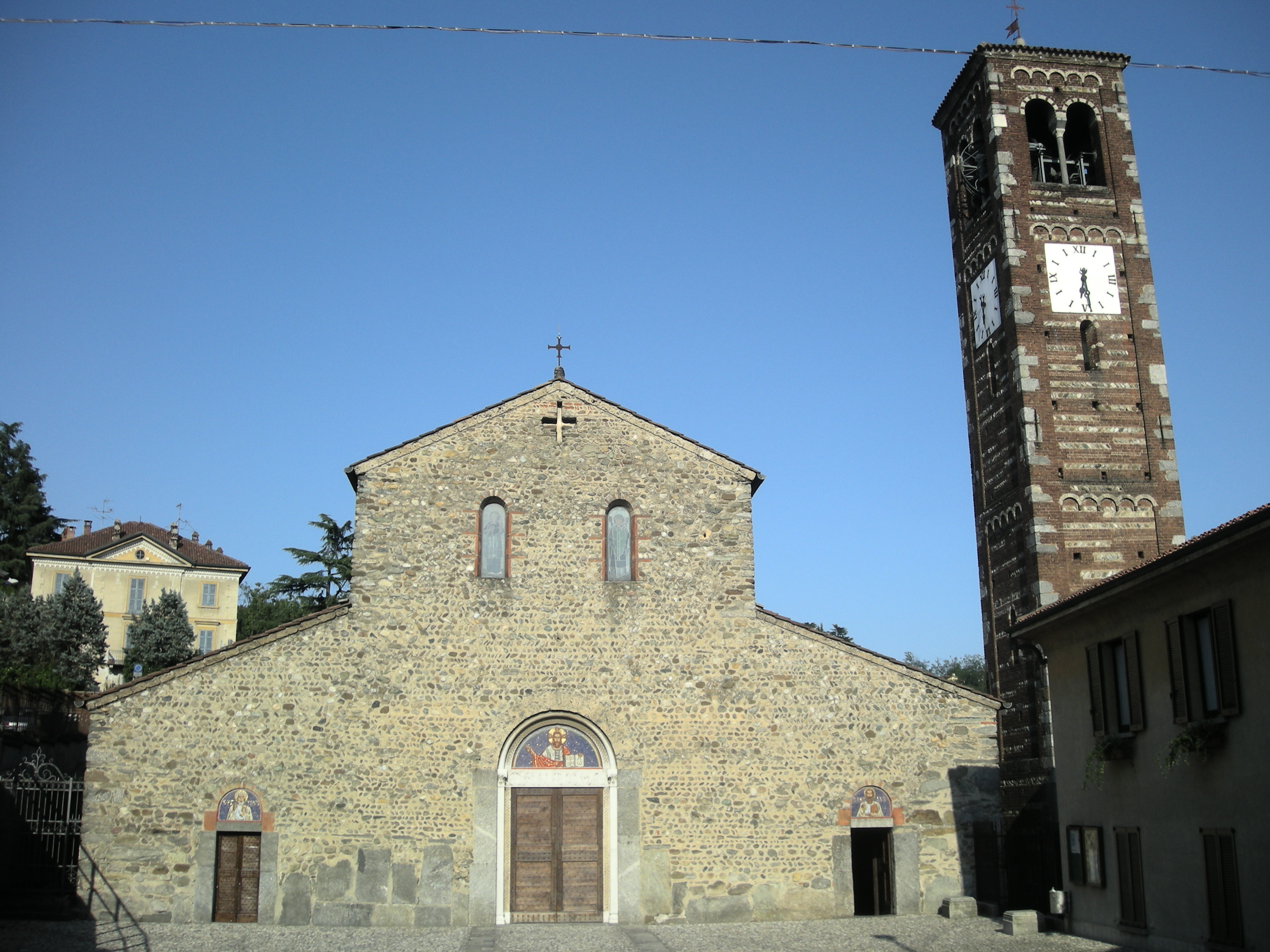
Basiliek van de heilige Petrus en Paulus, Agliate
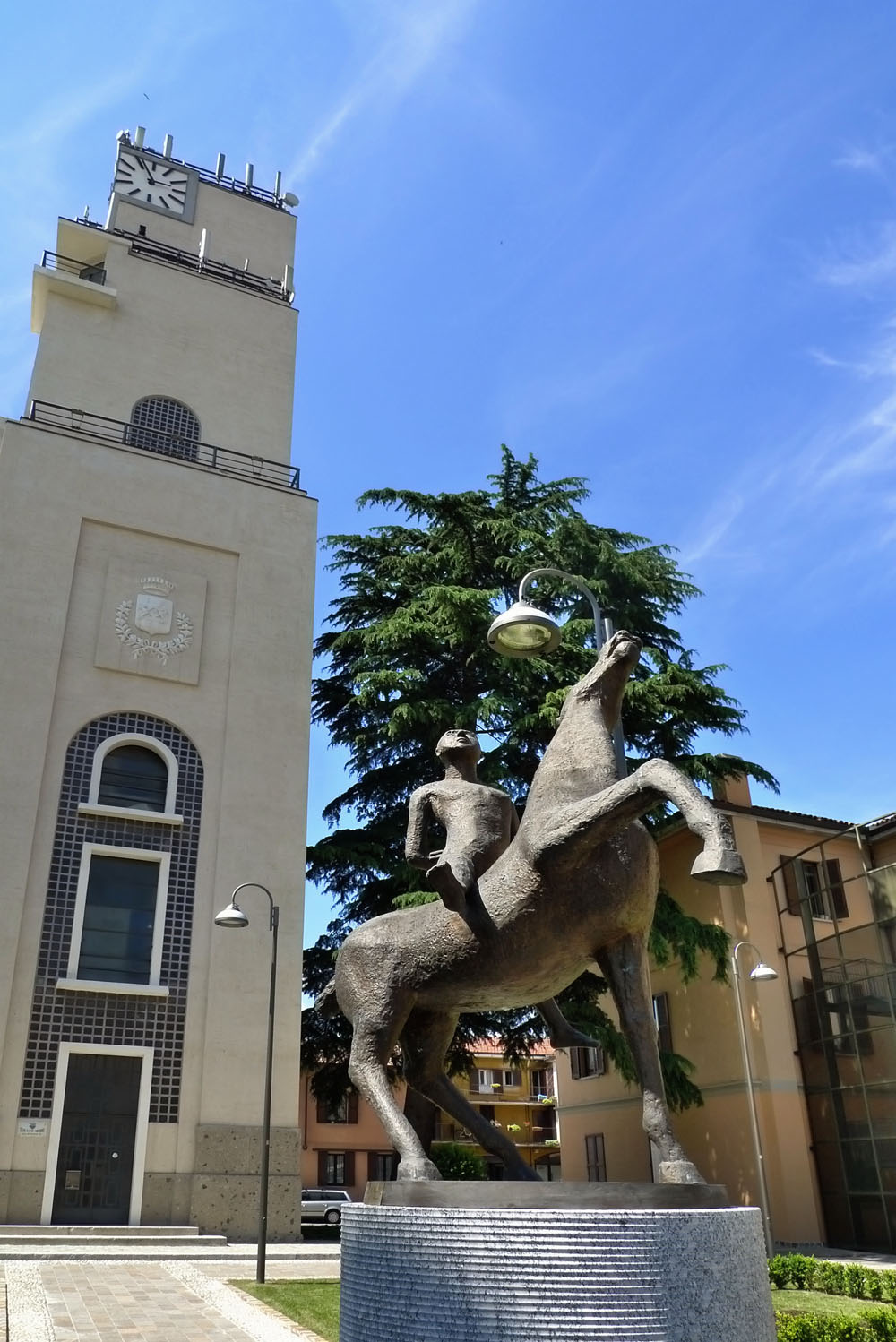
Toren van Carate
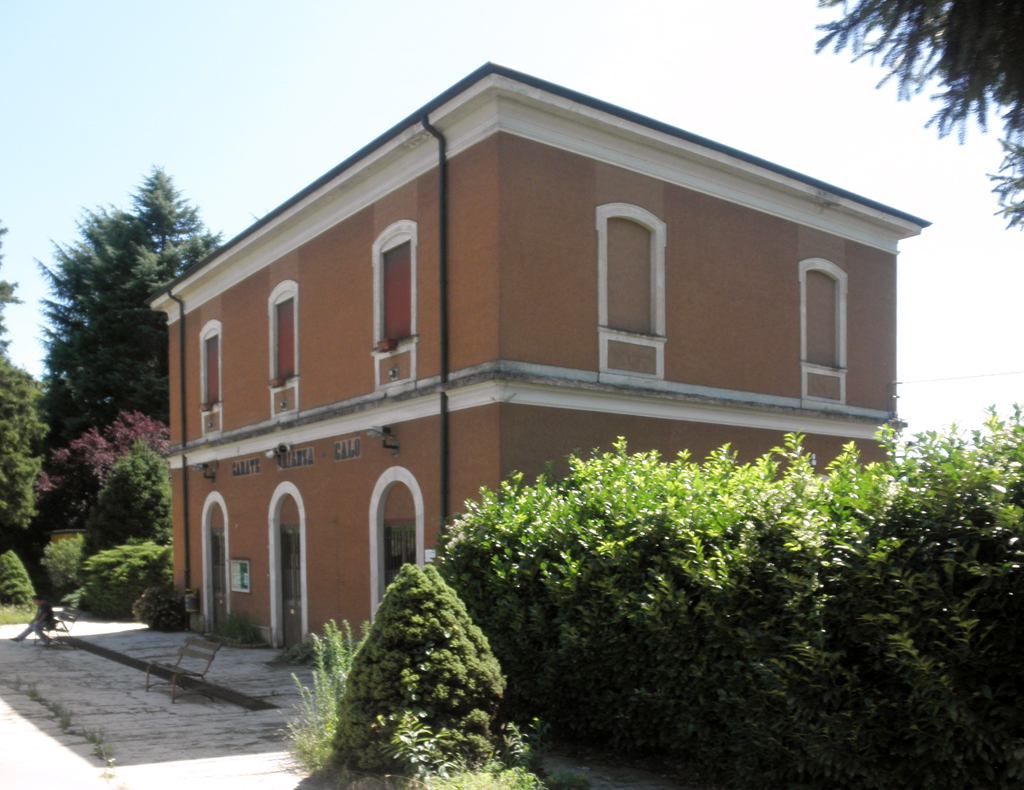
Station Carate-Calò

## Demografie
Carate Brianza telt ongeveer 6817 huishoudens. Het aantal inwoners steeg in de periode 1991-2001 met 4,4% volgens cijfers uit de tienjaarlijkse volkstellingen van ISTAT.
| Jaar | Inwoneraantal |
| ---- | ------------- |
| 1991 | 15.445        |
| 2001 | 16.119        |

## Geografie
Carate Brianza grenst aan de volgende gemeenten: Briosco, Besana in Brianza, Giussano, Verano Brianza, Triuggio, Seregno, Albiate.

## Geboren
- Mattia Liberali (6 februari 2007), voetballer

Agrate Brianza · Aicurzio · Albiate · Arcore · Barlassina · Bellusco · Bernareggio · Besana in Brianza · Biassono · Bovisio-Masciago · Briosco · Brugherio · Burago di Molgora · Busnago · Camparada · Caponago · Carate Brianza · Carnate · Cavenago di Brianza · Ceriano Laghetto · Cesano Maderno · Cogliate · Concorezzo · Cornate d'Adda · Correzzana · Desio · Giussano · Lazzate · Lentate sul Seveso · Lesmo · Limbiate · Lissone · Macherio · Meda · Mezzago · Misinto · Monza · Muggiò · Nova Milanese · Ornago · Renate · Roncello · Ronco Briantino · Seregno · Seveso · Sovico · Sulbiate · Triuggio · Usmate Velate · Varedo · Vedano al Lambro · Veduggio con Colzano · Verano Brianza · Villasanta · Vimercate
1. ↑  https://demo.istat.it/?l=it.